# Johan Mieses
Johan Mieses (Santo Domingo, 13 de julho de 1995) é um jogador de beisebol dominicano, que joga na posição de defensor externo (outfielder).

## Carreira
Mieses compôs o elenco da Seleção Dominicana de Beisebol nos Jogos Olímpicos de Verão de 2020 em Tóquio, onde conquistou a medalha de bronze após derrotar a equipe sul-coreana na disputa pelo pódio.